# Fotballklubben Tønsberg 2005
Questa voce raccoglie le informazioni riguardanti il Fotballklubben Tønsberg nelle competizioni ufficiali della stagione 2005.

## Rosa
| N. |                     | Ruolo | Calciatore         |
| -- | ------------------- | ----- | ------------------ |
| 1  | Norvegia (bandiera) | P     | Per Stensrud       |
| 2  | Norvegia (bandiera) | D     | Erik Biseth        |
| 3  | Norvegia (bandiera) | D     | Georg Jensen       |
| 4  | Ghana (bandiera)    | D     | Abdul Karim Ahmed  |
| 5  | Norvegia (bandiera) | D     | Lars Grorud        |
| 6  | Norvegia (bandiera) | C     | Per Egil Swift     |
| 6  | Norvegia (bandiera) | A     | Christian Østli    |
| 7  | Norvegia (bandiera) | C     | Anders Skarbøvik   |
| 8  | Norvegia (bandiera) | A     | Lars Petter Hansen |
| 9  | Svezia (bandiera)   | A     | Andreas Drugge     |
| 9  | Svezia (bandiera)   | D     | Jon Björklund      |
| 10 | Norvegia (bandiera) | A     | Armin Sistek       |
| 11 | Norvegia (bandiera) | D     | Mads Nilsson       |

| N. |                       | Ruolo | Calciatore               |
| -- | --------------------- | ----- | ------------------------ |
| 12 | Portogallo (bandiera) | P     | Nuno Marques             |
| 12 | Norvegia (bandiera)   | P     | Kenneth Udjus            |
| 13 | Norvegia (bandiera)   | D     | Espen Næss Lund          |
| 14 | Norvegia (bandiera)   | C     | Petter Bruer Hanssen     |
| 15 | Svezia (bandiera)     | D     | Christer Persson         |
| 16 | Norvegia (bandiera)   | C     | Are Brodtkorb            |
| 17 | Norvegia (bandiera)   | C     | Stian Rørby              |
| 18 | Norvegia (bandiera)   | D     | Johan Lædre Bjørdal      |
| 18 | Norvegia (bandiera)   | C     | Tom Roger Ellefsen       |
| 19 | Norvegia (bandiera)   | D     | Marius Wroldsen Dahl     |
| 20 | Norvegia (bandiera)   | A     | Bjørn Stian Nikodemussen |
| 22 | Norvegia (bandiera)   | C     | Morten Hæstad            |